# San Miguel de Bernuy
San Miguel de Bernuy est une commune de la province de Ségovie dans la communauté autonome de Castille-et-León en Espagne.

## Sites et patrimoine
- Église San Miguel Arcángel (es)
- Chapelle Nuestra Señora del Río
- Chapelle du Bas, San Martín
- Chapelle du Haut, San Pedro